# يورغن بوميرنك
يورغن بوميرنك (بالألمانية: Jürgen Pommerenke)‏ مواليد 22 يناير 1953 في فيغيليبن، ألمانيا الشرقية، هو لاعب كرة قدم ألماني دولي سابق كان يلعب كلاعب وسط. سبق له أن لعب في كأس العالم لكرة القدم مع منتخب بلاده. فاز بميدالية أوليمبية في مسابقة كرة القدم.

## المسيرة الاحترافية

### أندية لعب لها
- نادي ماغديبورغ

## روابط خارجية
- يورغن بوميرنك على موقع الاتحاد الدولي (مؤرشف)  (الإنجليزية)
- يورغن بوميرنك على موقع الاتحاد الأوربي (الإنجليزية)
- يورغن بوميرنك على موقع قاعدة بيانات كرة القدم.إي يو (الإنجليزية)
- يورغن بوميرنك على موقع ناشيونال فوتبول تيمز (الإنجليزية)
- يورغن بوميرنك على موقع عالم كرة القدم.نت (الإنجليزية)
- يورغن بوميرنك على موقع أوليمبيديا (الإنجليزية)